# Ion Racul
Ion Racul (sau Ivan Racul, n. 16 septembrie 1923, Valehoțulove, RSS Ucraineană, URSS – d. 11 aprilie 1985, Chișinău, RSS Moldovenească, URSS) a fost un istoric și critic literar sovietic moldovean.

## Biografie
Originar din Valea Hoțului, Ion Racul a absolvit Universitatea de Stat din Chișinău în 1950, unde a fost coleg cu viitorul disident Alexei Marinat (originar tot din Valea Hoțului). A activat ca decan al Facultății de Istorie și Filologie (1954–1957) și prorector al universității (1957–1964; 1969–1974). Începând cu anul 1960, a fost șeful Catedrei de literatură moldovenească.
În 1954 a obținut titlul de doctor în științe filologice, iar în 1976 a devenit profesor universitar.

## Activitate
În lucrările sale, precum Chipuri de comuniști în proza moldovenească postbelică (1967), Literatura și viața poporului (1973) și Mesajul ideologico-estetic al literaturii contemporane (1983), Ion Racul a studiat procesul de formare a literaturii sovietice moldovenești, dezvoltarea realismului socialist și afirmarea principiului partinității.
În 1971, scriitorul Vasile Vasilache publică partea a doua a romanului Povestea cu coccoșul roșu, care este însă dur criticată de Racul și de Valeriu Senic, ca fiind o abatere de la realismul socialist. Drept consecință, Vasilache va fi nevoit să se refugieze în traduceri.
A fost coautor al volumelor colective Literatura sovietică moldovenească. Schițe (1955) și Schiță de istorie a literaturii sovietice moldovenești (1963). De asemenea, a cercetat și promovat opera lui Andrei Lupan și a elaborat programe și materiale didactice pentru învățământul superior și general.

## Distincții
- Lucrător emerit al școlii superioare din Republica Sovietică Socialistă Moldovenească (1973)
- Ordinul „Insigna de Onoare”